# Pablo Alarcón
Pablo Andrés Alarcón Cares (Osorno, 15 mei 1988) is een Chileens wielrenner die anno 2019 rijdt voor Canel's-Specialized.

## Carrière
In 2012 werd Alarcón achter Carlos Oyarzún tweede op het nationale wegkampioenschap. 
Het seizoen 2014 begon Alarcón bij de Chileense ploeg PinoRoad. Deze ploeg hield halverwege februari echter op te bestaan, waardoor de Chileen en zijn ploeggenoten vanaf maart contractloos waren. In april van dat jaar werd Alarcón wederom tweede op het nationale kampioenschap, ditmaal achter Lino Arriagada.
In december 2016 behaalde Alarcón zijn eerste UCI-zege door de Grote Prijs van San José te winnen. In deze Costa Ricaanse eendagskoers versloeg hij de thuisrijders Daniel Bonilla en Román Villalobos in een sprint met drie. In mei 2017 werd hij zestiende in de door Robin Carpenter gewonnen Winston-Salem Cycling Classic.

## Overwinningen
2016
Grote Prijs van San José
2019
3e etappe Ronde van Chiloé
Puntenklassement Ronde van Chiloé
3e etappe deel B Ronde van Beauce
10e etappe Ronde van Costa Rica

## Ploegen
- 2014 –  PinoRoad (tot 1-3)
- 2017 –  Canel's-Specialized
- 2018 –  Canel's-Specialized
- 2019 –  Canel's-Specialized

Alarcón · Alvarado · Bizkarra · Bravo · Burmann · Guardiola · C. Mansilla · L. Mansilla · Oroz · Palma · Seisdedos · Tello · Urtasun
Alarcón · Casillas · Corte · Martínez · Palma · Prado · Sánchez · Santos · Santoyo · Villalobos · Xopa